# ラッコの保護活動

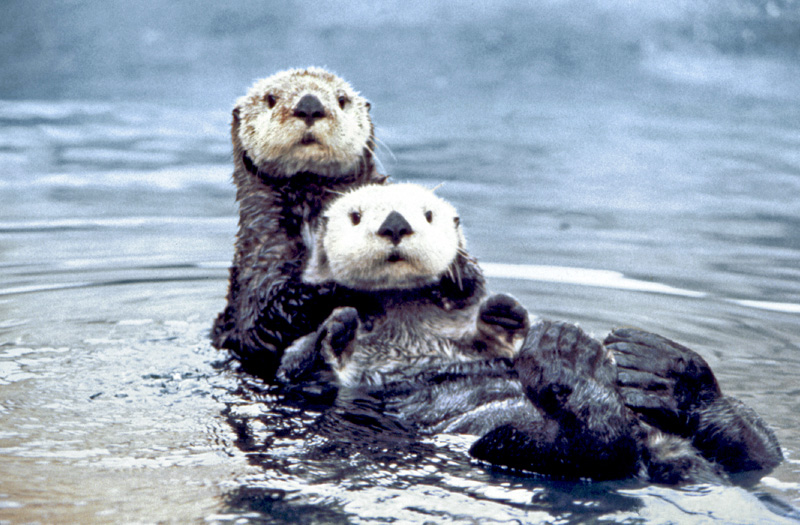
オリンピック海岸国立海洋保護区のラッコは1969年、1970年にアラスカから移されたものである。

ラッコの保護活動は、20世紀初頭に始まった。当時、ラッコは大規模な商業狩猟により、絶滅の危機にあった。かつてラッコは北太平洋、すなわち北日本、アラスカ、メキシコに亘って広く分布していた。1911年までの毛皮目的の狩猟により、ラッコの個体数は人間の手が届かない辺境を中心とした2000頭にまで激減した。
その後20世紀の間に、ラッコの個体数はロシア極東部、西アラスカ、カリフォルニアの生き残りから増加した。1960年代からは、かつてラッコが生息した地域への人工的移動も進められ、北アメリカ西海岸に広く分布させることに成功した。その他にも若干だが成功した地域もあり、ラッコ保護活動は、海洋生物の保護活動 (Marine conservation) として最も成功した事業の1つと考えられている。
ところが近年、ラッコ生息地域として重要な2箇所で、ラッコの個体数の増加が止まり、あるいは減少が起こっている。アリューシャン列島ではここ数十年間で、大きく減少している。その原因は不明確であるが、ラッコ頭数の変化は、捕食者であるシャチ頭数の増加と傾向が似ている。1990年代、カリフォルニアでは、アラスカとは別の原因で増加が止まった。ラッコの成獣の伝染病罹患率が高まったためである。カリフォルニアのラッコがなぜ病気にかかりやすいのかは分かっていない。その他、ラッコは石油流出による汚染にも非常に弱く、その被害も報告されている。国際自然保護連合(IUCN)は、ラッコを絶滅危惧種に指定している。

## 背景

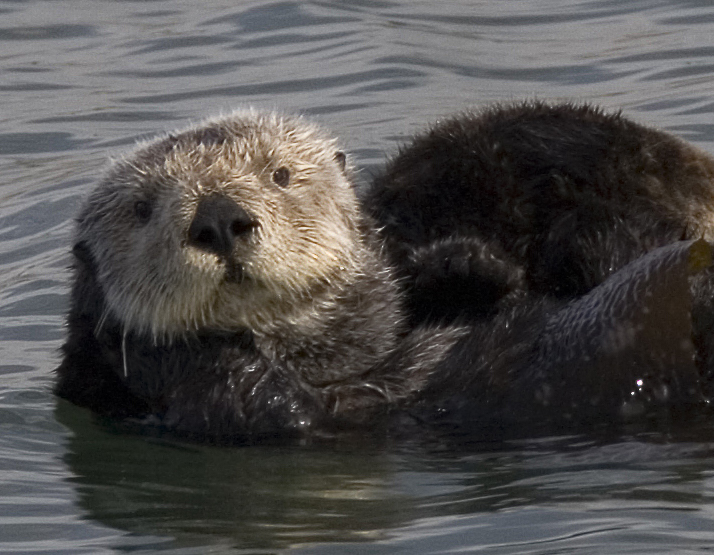
ラッコの個体数の増加は、絶滅間際からの回復として、海洋生物の保護として、最も成功を収めた事業の一つである。

ラッコ (Enhydra lutris) は北太平洋沿岸、すなわち北日本、千島列島、カムチャッカ半島東部、アリューシャン列島、北アメリカ、メキシコに亘って生息する海洋哺乳類 (marine mammal) である。動物界の中では最も厚い毛皮を持つ。1741年から1911年の間、毛皮採取を目的としたラッコの捕獲が大流行し（「大いなる狩猟、Great Hunt」と呼ばれる）、この期間に全世界の個体数が1,000 - 2,000に激減した。それ以後、先住民による限定的な狩猟を除いて、商業狩猟のほとんどが禁止された。
ラッコは、ウニ、軟体動物、甲殻類、数種類の魚類を捕食する。ラッコは、その大きさに比べて活動範囲が狭いため、エサとして欠かせない種が存在する。具体的にはウニ類である。ウニは海草の森 (kelp forest) を食い荒らし、沿岸侵食の原因となっている。ラッコは生態学的にこれを防ぐ役割を担っており、さらにはその愛らしさと行動の面白さのため、人々の間で種を保護し、生息範囲を拡大する努力がなされてきた。ただし、ラッコは、人間にとっても重要なアワビ、カニ、ハマグリといった魚介類も捕食する。そのため、漁業団体、レクレーション団体、海岸で自給する人々から、ラッコ保護活動に対する反対運動が起こることもあり、漁師の中には法を犯してラッコを殺すこともあった 。
ラッコの分布地域は、現在の所、不連続である。オレゴン州や北カリフォルニアなどの地域には生息していない。メキシコや北日本ではしばしば目撃されるようになってきている。ラッコは人工飼育が可能なため、40以上の公共水族館や動物園で人気を集めている。

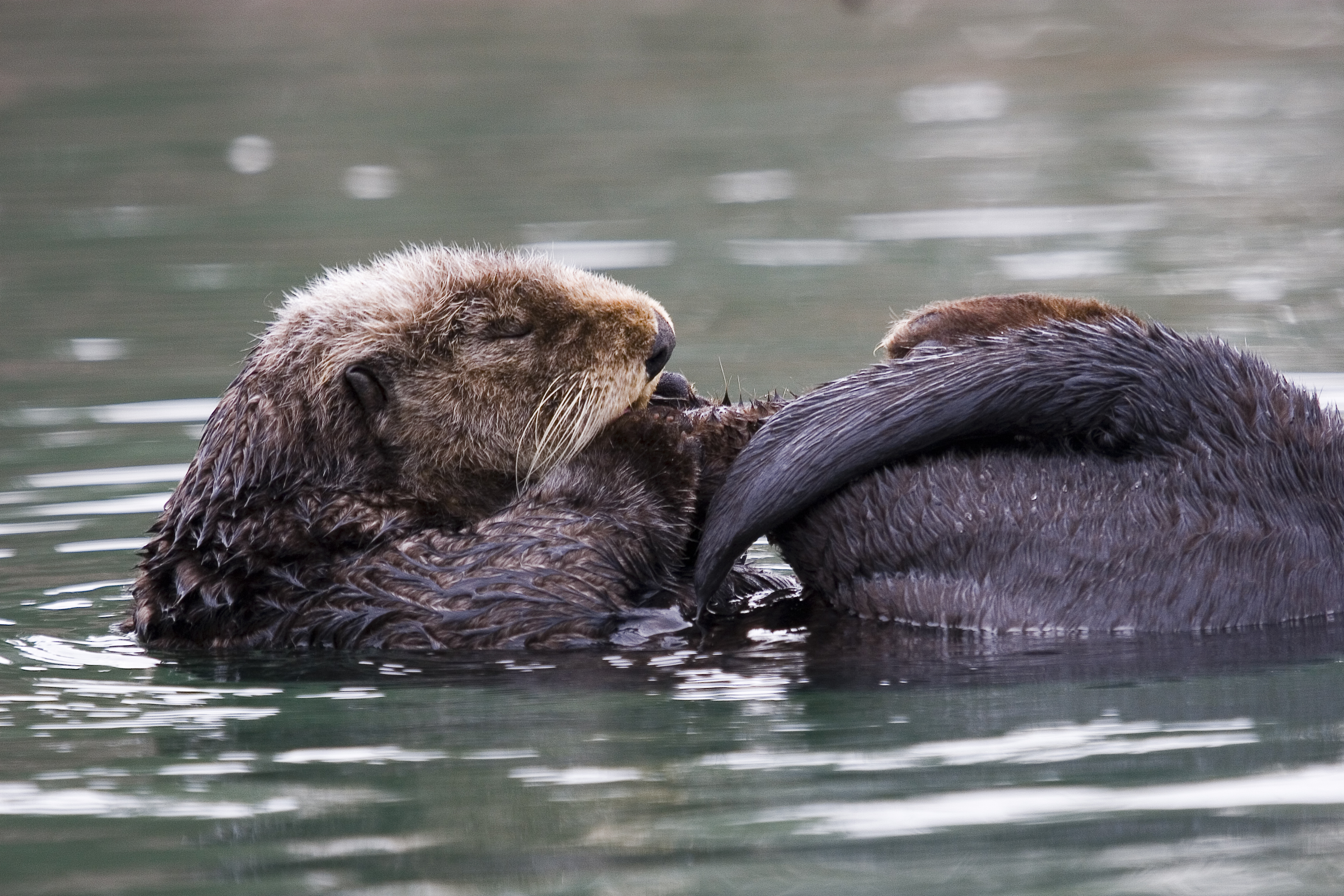
ラッコは保温のため毛皮を清潔に保たなければならない。石油流出による汚染があると、毛づくろいの時に油を吸ってしまう。

## 保護問題
IUCNは、ラッコにとって大きく脅威となるのは、石油汚染 (Oil spill) 、シャチによる捕食、密猟、漁業の影響であると分析している。漁具に巻き込まれると、溺れることもある。たとえ悪意が無くても、人が近くから観察することがストレスとなることもある。ラッコにとって最も大きな脅威は石油流出である。ラッコは体温を毛皮で保っている。毛皮が油で濡れると毛の間の空気が抜けてしまうので、低体温症になって死んでしまう。毛づくろいをしたり海水を飲んだりした際に体内に油が吸収されると、肝臓、腎臓、肺も損傷を受ける。
ラッコの行動範囲は狭いため、カリフォルニア、ワシントン、ブリティッシュコロンビア州などで大きな石油流出事故が発生すると、壊滅的な被害をもたらす。これらの地域での石油流出防止とラッコ救済の準備をすることが、ラッコの個体数や生息範囲を増やすのに非常に重要である。
海洋保護地域 (Marine Protected Area) は、不法投棄や石油採掘が禁止されているため、ラッコの良好な生息地となっている。モントレー湾国立動物保護地区 (Monterey Bay National Marine Sanctuary) には1,200以上、オリンピック海岸国立海洋保護区 (Olympic Coast National Marine Sanctuary) には500以上が生息している。

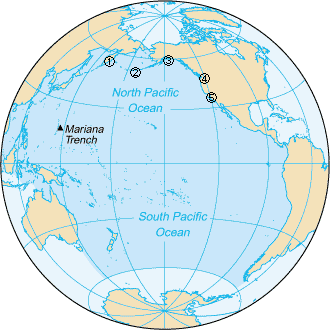
関連地図 1-カムチャッカ半島, 2-アムチトカ島, 3-プリンス・ウィリアム湾, 4-バンクーバー島, 5-ビッグ・サー

## カムチャッカ近郊
19世紀より以前、千島列島には20,000 - 25,000頭のラッコが住み、カムチャッカ半島やコマンドルスキー諸島にも多く住んでいた。「大いなる狩猟(Great Hunt)」以後は、この地域に住むラッコはわずか750頭となっていた。2004年現在、かつての生息地全域でラッコが見られるようになり、27,000頭にまでなった。このうち、約19,000頭が千島列島に住み、2000から3500頭がカムチャッカ半島に、5,000から5,500頭がコマンドルスキー諸島に住んでいる。ここに来て増加はわずかに遅くなり、ほぼ環境収容力に達したものと見られる。ロシアでのラッコ生息数の復活成功は、広範囲かつ長期間の保護によるものであり、島からの人間の移住が大きく影響している。

## アラスカ
1930年代、アラスカのアリューシャン列島とプリンス・ウィリアム湾の辺りにラッコの生息地に適した土地が発見された。アムチトカ島のラッコ生息地は禁猟区に指定され、個体数が増加した。1960年代半ば、アムチトカ島は核実験に使用され、ラッコを数多く殺すことになった。1968年、アメリカ原子力委員会は大規模核実験を前にして、数百頭の動物を他の場所に移すことを決めた。それを受けて1960年代、ラッコは700頭が移され、その経験から科学者達は動物を安全によそに移す方法を学んだ。1973年、アラスカのラッコ頭数は、100,000から125,000頭に上ると推定されている。

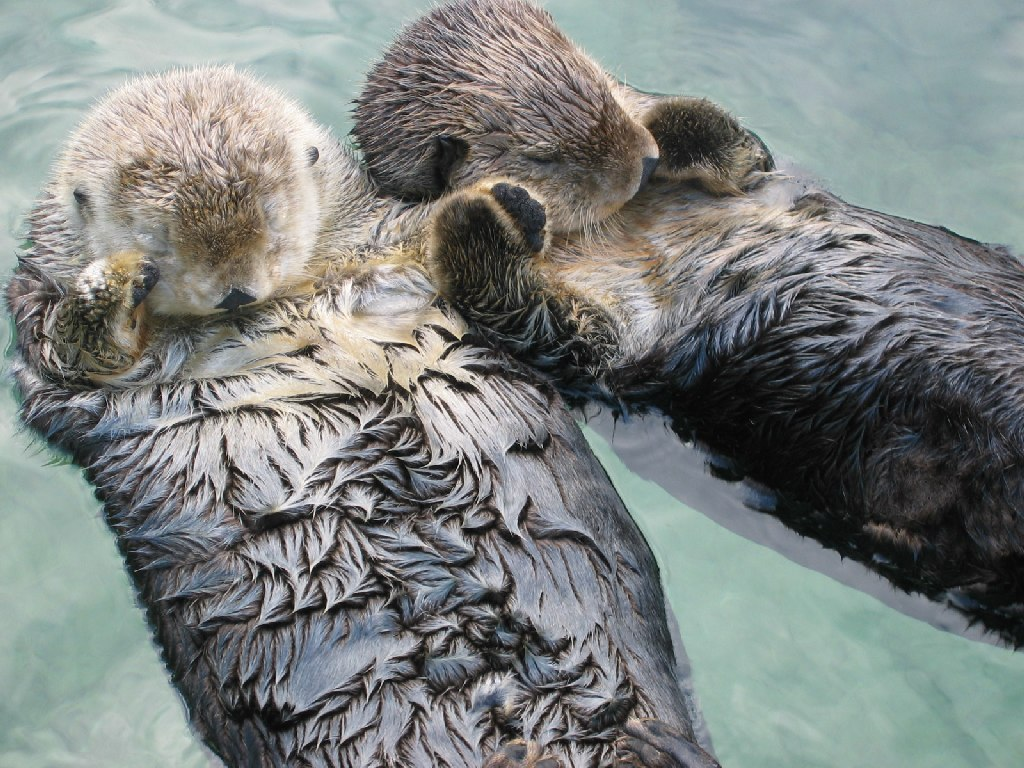
ラッコの豊かな毛皮のせいで、かつては大規模な狩猟の的となり、今は油流出の被害を受けやすくなっている。

### アリューシャン列島の衰弱
ここ数十年で、西アラスカアリューシャン諸島のラッコ頭数は急落している。1980年代、この地域に住むラッコは55,000 - 100,000頭いたが、2000年には6,000頭にまで減った。この理由として、反論も多いが、シャチによる捕食によるものとする説がある。この説を裏付ける証拠としては周囲の状況がある。まず、頭数が減少するような病気や飢えが発生していた形跡がない。そして、減少が大きかったのはシャチがたびたび観察される地域であり、潟のようにシャチがいないところでは減少が少なかった 。
アラスカに生息するシャチの種の中には海洋哺乳類を好んで食べる種類がある。そのようなシャチは、アザラシ、アシカ、小型のクジラ、コククジラの子供などを食べる。ラッコは小型で毛が多いので、シャチにとってあまり魅力が無いエサだが、クジラに比べてシャチの頭数が多いことが、何千ものラッコがシャチに捕食されたことの証拠の一つに挙げられる。
"sequential megafauna collapse"（大型生物の連鎖崩壊）と呼ばれる理論によると、シャチがラッコの捕食を始めたのは、かつてエサとしていた動物が減ってしまったことによる。つまりこの理論では、大型クジラが1960年代の商業捕鯨で減少してしまい、そのためシャチはゼニガタアザラシやトドの捕食を始めたために1970年代から1980年代にはそれらも減少し、ついにはより小型の動物がシャチのエサとなってしまった、と説明する。ただし、ラッコの減少がシャチの捕食によるものかどうかの結論は出ておらず、直接それを証明する証拠は出ていない。

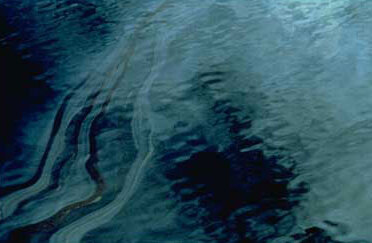
エクソンバルディーズ号原油流出事故により、油の厚い膜がプリンス・ウィリアム湾を覆った。

### エクソンバルディーズ号原油流出事故
1989年のエクソンバルディーズ号原油流出事故により、プリンス・ウィリアム湾のラッコは壊滅的な打撃を受けた。油にまみれた1000頭ものラッコの死骸が見つかっており、実際の被害はこの何倍にも上ると見られている。2,000頭から6,000頭が死亡したと見られている。それでも、350頭ほどは救出され、5ヶ月ほどの間リハビリを受けている。精神安定の治療を受け、毛皮を洗い、手入れを受けた。油を飲んだラッコに対しては、活性炭が投与された。もっとも手当てを受けた350頭のうち助かったのは200頭ほどであり、多くは放された後に死んでしまっている。この事故で救われたラッコの数は少なかったが、油の被害にあったラッコの治療法が進歩したのがせめてもの救いである。エクソン・バルディーズ号原油流出信託評議会による2006年の報告書によると、ラッコはこの事故の影響を未だに受けている種のひとつとされている。

### 現在の状況
2006年現在、アラスカには73,000頭のラッコがいると見られている。2005年夏、アメリカの絶滅の危機に瀕する種の保存に関する法律(絶滅危惧種法)により、ラッコは「西南アラスカ地域個体群」のうちの「絶滅危惧種」に認定されている。１年以上後、アリゾナに本拠を置く生物多様性センターは、米国魚類野生生物局 (United States Fish and Wildlife Service) に対し、同局が絶滅危惧種法に定められた「生息地の保護」を行わなかったとして、訴訟を起こしている

## ブリティッシュコロンビア、ワシントン、オレゴン
1969年から1972年にかけて、89頭のラッコが流されて、あるいは運ばれて、カナダブリティッシュコロンビア州のバンクーバー島西海岸に来ていた。それが順調に増えて、あるいは人間の保護を受けて、2004年には3,000頭以上となり、生息地も同島のトフィーノ (en) からケープ・ スコット州立公園 (en) にまで広がっている。しかしながら、ラッコを人工的に保護することについて、カナダの先住民族であるファースト・ネーションの意見を調べていなかった。人工的に移されたラッコは、生態系をかつての姿に改善した。しかし、ラッコが甲殻類やウニを捕食したため、地元の先住民族はラッコの復活をよく思わなかった。
1989年、ブリティッシュコロンビア海岸の中央部に、ラッコの生息地域が発見された。2004年に300頭が確認されている。この生息地域は、他の生息地域とは孤立しており、ここに住むラッコが人工移植したラッコが流れ住んだものなのか、あるいはかつての狩猟の生き残りであるのかはよく分かっていない。ラッコはカナダでは絶滅危惧種法(SARA)で保護されている。ただし2007年4月、カナダ野生動物絶滅危惧種の現況委員会 (en) は、この地域でのラッコの繁殖力が強いことを考慮して、SARA法の中での位置づけを「絶滅危惧種」(threatened)から「特別懸念種」(special concern)に格下げした。
1969年と1970年に59頭のラッコがアムチトカ島からワシントン州に移され、2000年には504頭、2004年には743頭が確認されている。同州は1981年、ラッコを絶滅危惧種 (endangered species) に指定している。1970年代、93頭のラッコがオレゴン州の海岸に移されたが、1980年代初頭にはいなくなっている。逃げたのか死んだのかは分かっていない。

## カリフォルニア

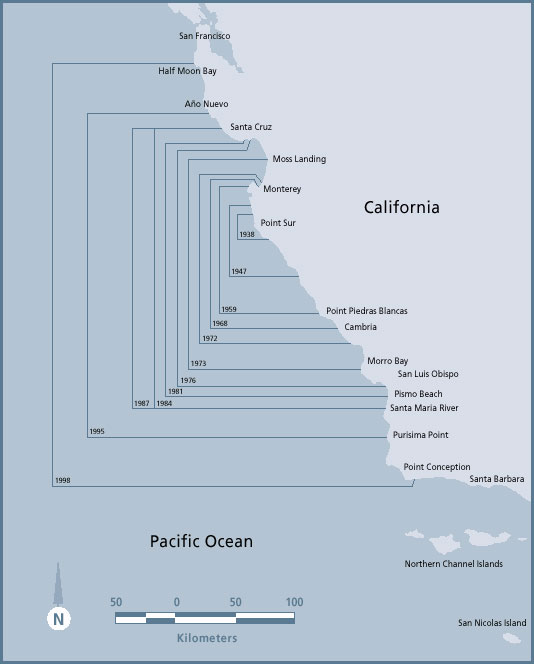
年とともに広がるカリフォルニアラッコの生息地域

カリフォルニアはカリフォルニアラッコ(Enhydra lutris nereis)がある程度まとまって生息する唯一の地域である。1938年、望遠鏡のテストをしていた人が、カリフォルニアビッグ・サー (Big Sur) に50頭ほどのラッコの群れがいることに気付いた。このラッコは環境保護を受けたため、周辺で繁殖した。もっとも、他の地区と比べると繁殖速度は遅く、同海域のカリフォルニアアシカやゼニガタアザラシと比べても遅い。1914年から1984年にかけての平均増加率はわずか5%ほどであり、1990年代になると増加は止まり、減少の傾向も見られる。カリフォルニアラッコは1977年、絶滅の危機に瀕する種の保存に関する法律(ESA)の絶滅危惧種(threatened subspecies)に指定された。2007年春の調査によると、カリフォルニアに住むラッコは3,000をわずかに越えており、今でも増加傾向にあるが、大規模狩猟前の16,000頭には達していない。それでも3年以上の間3,090頭が連続して確認されているため、今ではこの亜種は絶滅危惧種から外されている
ラッコの繁殖は魚介類の減少原因となる。1980年代始め、米国魚類野生生物局 (en) はメキシコとの国境付近のコンセプション岬 (Point Conception) に「ラッコ不在海域(otter-free zone)」を設けて、この矛盾を解消しようと試みた。すなわちラッコ繁殖地をサンニコラス島 (San Nicolas Island) に限定し、ここから離れたところにラッコがいた場合はここに連れ戻す、というものである。しかし「ラッコ不在海域」に現れるラッコが何百といたため、この政策は今では断念されている。
モントレー湾水族館（Monterey_Bay_Aquariuｍ）によると、保護した子供のラッコを自然に帰した1年後の生存率は、人に育てられた場合は約10%、2001年から始めた雌ラッコに託す場合は約3分の2。

### 生息数の安定性
カリフォルニアラッコの減少問題は、まだ終わったわけではない。カリフォルニアにおけるラッコの出生率は他の地域よりも遅いわけではないのに、ラッコの数が増えないのは、その死亡率が高いためである。 。異常なまでに高い死亡率には、成獣も含まれており、とりわけメスが多いことが報告されている。死因のトップは病気であり、ついで水質汚染、魚網に捕らえられての溺死であるとされる。

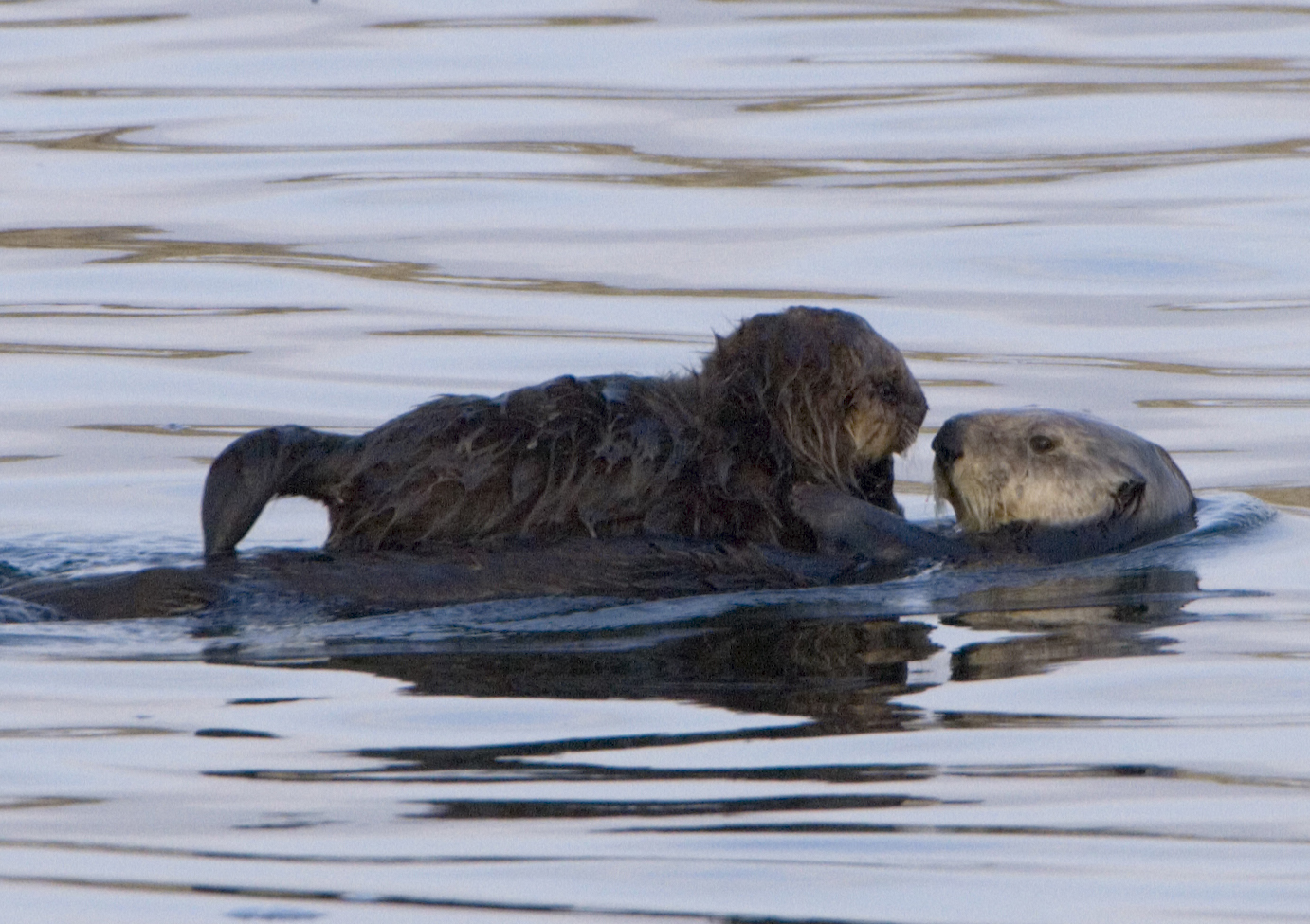
カリフォルニアでは最近、繁殖年齢のラッコの死亡率が高い

死んだラッコの死骸のほとんどは海中に沈んでしまうが、海岸に打ち上げられた死体を解剖して死因が調べられている。その死因は、原生生物による脳炎、鉤頭動物の寄生、サメによる捕食、心臓病である。病死は63.8%にのぼり、そのほとんどは寄生虫による。特にトキソプラズマ脳炎に感染している個体が多く、心臓病で死んだものの中にもその原因がトキソプラズマによるものである可能性がある。また、サメに襲われやすくなったのも、トキソプラズマ脳炎による異常行動が原因である可能性もある。
ある研究によると、生きているラッコも42%がトキソプラズマが感染しているとされる。トキソプラズマ感染はラッコにとって致命的となることが多く、野良猫や飼い猫から感染することが多い。すなわち猫の排泄物中のトキソプラズマが廃水を通じて海に流れ込み、ラッコに感染する。
カリフォルニアのラッコの死因の多くが病死であるのは明らかだが、なぜ彼らが他の地域よりも病気にかかりやすいのかは分かっていない。いわゆるボトルネック効果により、遺伝的多様性が失われたからとする説もある。